# التعليم في المجر
معظم التعليم في المجر حكومي تحت إشراف وزارة الموارد البشرية. التعليم التحضيري إجباري لجميع الأطفال ما بين سن الثالثة والسادسة، وبعد ذلك يبقى التعليم إجباريا لغاية سن السادسة عشرة. يدوم التعليم الأساسي لثمانية سنوات. يضم التعليم الثانوي ثلاثة أنواع من المدارس: الجيمنازيوم مخصص للتلاميذ المتفوقين ويحضرهم لدخول الجامعة، مدارس التعليم المهني مخصصة للتلاميذ ذوي المستوى المتوسط ويدوم لأربعة سنوات، ومدارس التعليم التقني. كلا مدارس التعليم المهني والتقني تحضر التلاميذ لعالم الشغل. يمكن لتلاميذ المدارس المهنية إكمال برنامج من عامين ثم إكمال دراسات مهنية عليا. نتائج الاتجاهات الدراسية في الرياضيات والعلوم للتلاميذ المجريين ما بين سن الثالثة عشرة والرابعة عشرة تعد من بين الأفضل في العالم.

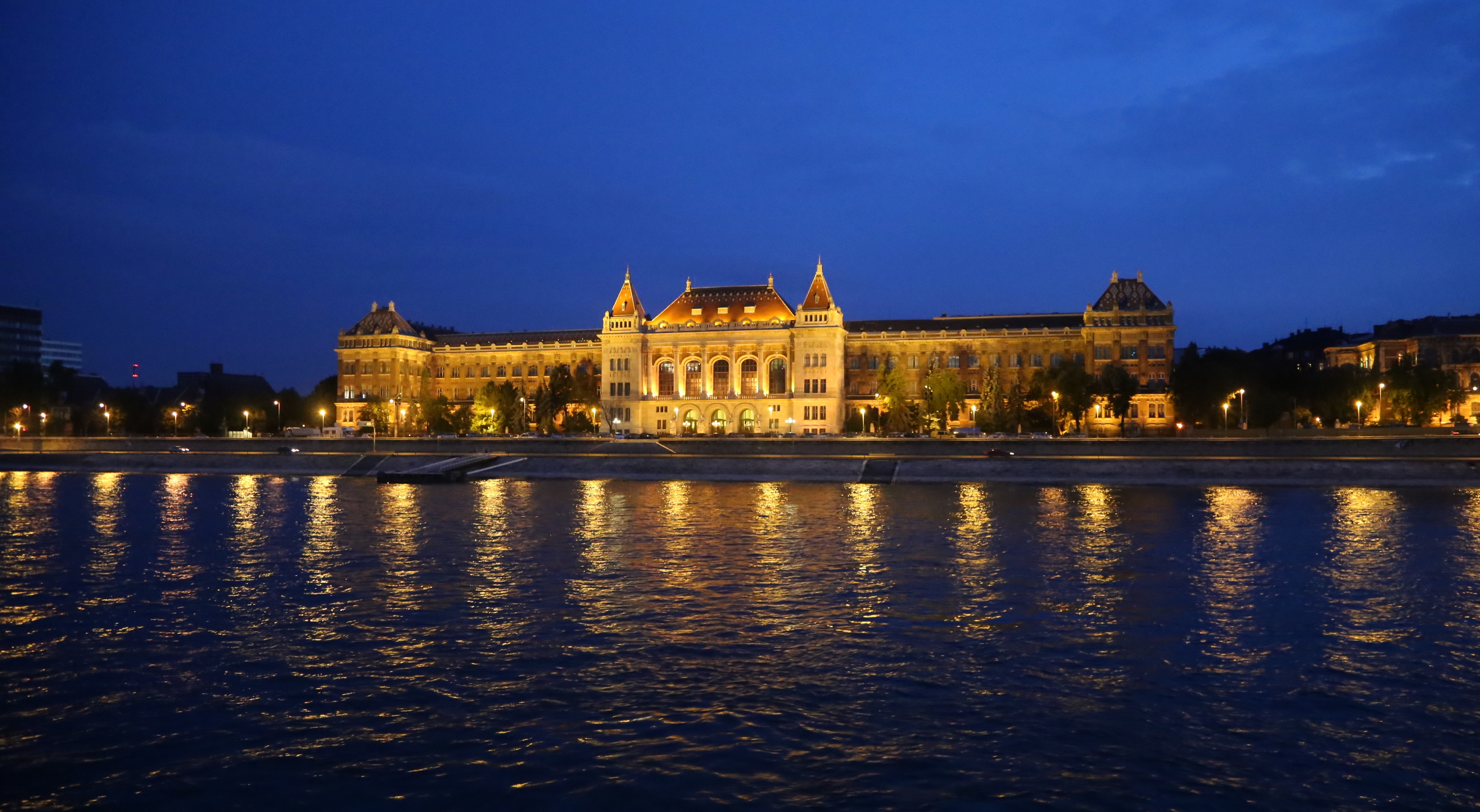
جامعة بودابست للتكنولوجيا والاقتصاد.

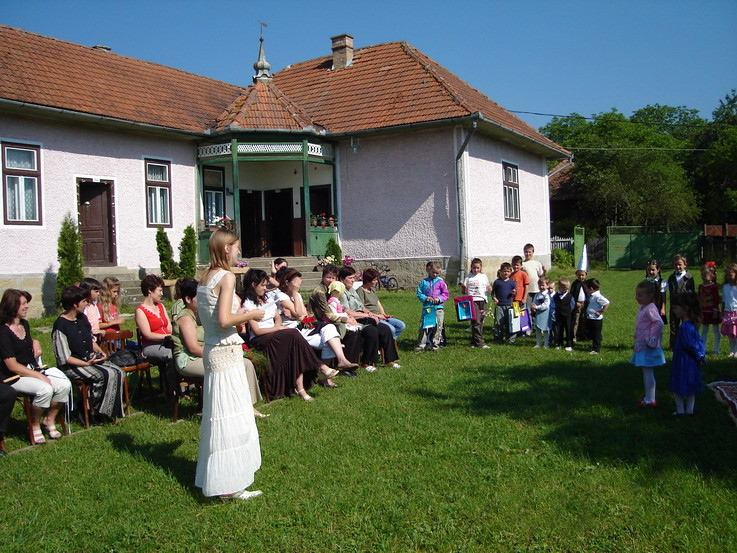
نشاطات للأطفال في حضانة في المجر.

## الخلفية الاجتماعية للتعليم
بدأ النمو السكاني في الانخفاض في عام 1981 واستمر على ذلك النحو في الأعوام الموالية. في عام 2001 بلغ عدد سكان المجر 10,198,000 نسمة وهو أقل بنصف مليون نسمة عن العدد قبل عشرين عاما. بحلول عام 2005 انخفض عدد السكان لـ10,077,000 نسمة. هرم الأعمار في المجر هو واحد من أكثر الأهرام غير الاعتيادية في أوروبا، حيث يوجد تباين كبير في حجم الفئات العمرية.
اللغة الرسمية للتعليم هي المجرية، لكن تمتلك بعض الأقليات العرقية (الألمانية، الرومانية، السلوفينية، الصربية، والكرواتية) مؤسسات تعليمية خاصة بها أين تستخدم لغة الأقلية كلغة تدريس في الطور الأساسي والثانوي. حسب استفتاء من عام 2003 فإن نسبة الأطفال الغجر في المؤسسات التعليمية يتوقع أن تبلغ 15 بالمائة بحلول السنة الدراسية 2008-2009.

## الطور التحضيري
يعد الطور التحضيري مرحلة هامة في النظام التعليمي المجري، ويخص الأطفال ما بين سن الثالثة والسابعة. منذ عام 2015، المشاركة في التعليم التحضيري إجبارية من سن الثالثة، بعد أن كانت إجبارية بعد سن الخامسة. يعفى من هذا الأطفال الذين يعانون من مشاكل في النمو.
تفرض مؤسسات التعليم التحضيري الحكومية رسوما على الخدمات الإضافية فقط، مثل الأنشطة ما بعد المدرسية، الوجبات، الرحلات، وغيرها. حاليا، يبلغ معدل الالتحاق بالطور التحضيري 86 بالمائة للأطفال ما بين سن الثالثة والخامسة. يبلغ معدل المدة التي يقضيها الأطفال ما بين سن الثالثة والسابعة في الطور التحضيري حوالي ثلاث سنوات، وهذا المعدل الأعلى في أوروبا.
تدعى دور الحضانة بـóvoda وتعنى بالمجرية «مكان الرعاية». يقضى الأطفال أغلب أوقتاهم في الحضانة في اللعب، لكن بعض المؤسسات لديها برامج لتعليم اللغات الأجنبية أو الموسيقى. السنة الأخيرة من التعليم التحضيري تعد الأطفال للالتحاق بالمدارس الابتدائية. يجب على معلمي الطور التحضيري الحصول على شهادة خاصة.

## الطور الابتدائي
يبدأ الأطفال المدرسة الابتدائية في سن السادسة أو السابعة إذا كانوا مولودين بعد 31 مايو/أيار. يدوم الطور الابتدائي لمدة أربع، ست، أو ثماني سنوات. ثماني سنوات من التعليم الابتدائي هو الخيار الأكثر شيوعا، وتم إدراج الخيارين الآخرين خلال أوئل تسعينات القرن العشرين.
تضم المواد المدرسة في المرحلة الابتدائية الأدب، قواعد اللغة، الرياضيات، الموسيقى، الفن، التربية البدنية، دراسة الوسط (من الصف الأول للصف الخامس)، علم الأحياء (من الصف السادس)، الجغرافيا (من الصف السادس)، التاريخ (من الصف الخامس)، تاريخ الفنون، الفيزياء (من الصف السادس)، الكيمياء (من الصف السابع)، لغة أجنبية واحدة أو لغتان أجنبيتان (عادة الإنجليزية، الألمانية، أو الفرنسية). قبل 1990، كان تعلم اللغة الروسية إجباريا.

## الطور الثانوي
يدوم التعليم الثانوي لمدة أربعة أعوام غالبا. في مدارس الجيمنازيم (نوع من المدارس الثانوية) قد يدوم التعليم الثانوي لخمس، ست، أو ثماني سنوات حسب مدة تمدرس التلميذ في الطور الابتدائي. منذ عام 1997 يتم ترتيب أعوام التعليم الثانوي تبعا لأعوام التعليم الابتدائي، مثلا إذا كان الصف الثامن هو الأخير في الطور الابتدائي، فإن الصف الأول في الطور الثانوي يدعى بالصف التاسع.
هناك ثلاثة أنواع من المدراس الثانوية:
- الجيمنازيم أو مدرسة القواعد والتي تحضر التلاميذ للدراسات العليا وتعلم على الأقل لغتين أجنبيتين.
- المدارس الثانوية للتعليم المهني والتي تقدم شهادة مغادرة الثانوية. تمكن هذه الشهادة التلاميذ من مواصلة دراستهم.
- مدارس التعليم المهني والتي تقدم برنامجا خاصا للتلاميذ ذوو التحصيل الضعيف في المرحلة الابتدائية لتمكينهم من الالتحاق بالمدارس الثانوية للتعليم المهني.[7]

بعد الانتهاء من المرحلة الثانوية، يجري التلاميذ امتحان الماتورا. منذ عام 2005، يضم الامتحان خمس مواد وهي الرياضيات، الأدب وقواعد اللغة المجرية، لغة أجنبية، التاريخ، وامتحان في مادة إضافية. كل المواد تضم اختبارات كتابية وشفوية، باستثناء مادة الرياضيات التي تضم اختبار كتابي فقط. امتحان الماتورا ليس فقط امتحان نهاية المرحلة الثانوية، بل هو أيضا امتحان القبول في الجامعة.

## التعليم العالي
التعليم العالي في المجر له تاريخ عريق. الجامعات المجرية تضم بعضا من أقدم الجامعات في العالم مثل جامعة بيتش التي يعود تاريخ تأسيسها لعام 1367 ولازالت قائمة وتعمل لحد الآن. توجد جامعة أخرى أسست في عام 1276 في مدينة فيسبرم لكنها دمرت من قبل القائد العسكري بيتر الأول ولم يتم إعادة بناءها. أسس سيغيسموند جامعة أوبودا في عام 1395، وأسس ماتياس كورفينوس جامعة في براتيسلافا في عام 1465. تأسست جامعة ناجيزومبات في عام 1635 ثم نقلت لمدينة بودا في عام 1777 وتدعى اليوم بجامعة أوتفوس لوراند. أول معهد تكنولوجيا في العالم تأسس في مدينة بانسكا شتيفنيتسا في عام 1735 خلفا لجامعة ميسكولتش. تعتبر جامعة بودابست للتكنولوجيا والاقتصاد واحدة من أقدم معاهد التكنولوجيا في العالم، وتعد خلفا للمعهد الهندسي-الهيدروتقني الذي أسس في عام 1782 من طرف الإمبراطور جوزيف الثاني.
معظم الجامعات في المجر حكومية، أين يدرس الطلبة غالبا مجانا. يجب على التلاميذ اجتياز امتحان الماتورا قبل الدخول للجامعة. إضافة للجامعات، يشمل التعليم العالي في المجر على معاهد للتعليم العالي. كل من الجامعات والمعاهد تقدم تعليما لغاية شهادة الدكتوراه، ويحضى الطلبة بتأمين صحي مجاني طيلة فترة تمدرسهم. للغة الألمانية والإنجليزية مكانة هامة في مؤسسات التعليم العالي في المجر، وهناك عدد من التخصصات التي تدرس بهاتين اللغتين مما سمح بجذب العديد من الطلبة الأجانب. احتل التعليم العالي في المجر المرتبة 44 من أصل 148 دولة في تقرير التنافسية العلمية لعام 2014.
هناك 67 مؤسسة تعليم عالي في المجر، من الكليات الصغيرة لجامعات البحث العلمي. يشرف على هته المؤسسات الدولة، منظمات خاصة، أو الكنيسة. تتبع المجر نظام بولونيا للتعليم العالي، حيث يحصل الطلبة على شهادة البكالوريوس بعد ثلاث سنوات، الماستر بعد سنتين، ثم الدكتوراه بعد أربعة سنوات. هناك بعض التخصصات التي لا تتبع هذا التنظيم، مثل الطب، الصيدلة، دراسات طب الأسنان، دراسات البيطرة، الهندسة، القانون، تدريب الأساتذة، وبعض تخصصات الفنون والتصميم، حيث تكون الدراسة في هته التخصصات في مرحلة واحدة من خمس أو ست سنوات. يمكن أن تتبع شهادات البكالوريوس والماستر بدورات متخصصة. هذه الدورات لا تمنح شهادة إضافية لكنها تمنح الفرصة للتخصص في مجال معين. يمكن للطلبة أن يدرسوا بنظام المداومة الكلي، الجزئي، أو الدراسة عن بعد. قبل الحصول على شهادة تعليم عالي، يجب على الطلبة اجتياز امتحان إثبات المستوى في اللغة الألمانية أو الإنجليزية.

## الطلبة الأجانب في المجر
تجذب المجر العديد من الطلبة الأجانب من داخل وخارج الاتحاد الأوروبي. أغلب الطلبة الأجانب في المجر قادمون من ألمانيا، إيران، النرويج، إسرائيل، والسويد. يوجد كذلك عدد كبير للطلبة الأجانب من الدول المجاروة للمجر. في السنة الدراسية 2008/2009 بلغ عدد الطلبة الأجانب 16,916 بعد أن كان 14,491 في السنة الدراسية 2005/2006. اختيار المجر كوجهة من قبل العديد من الطلبة الأجانب يعود للعوامل الآتية:
- تكاليف الدراسة والمعيشة في المجر معقولة مقارنة بباقي دول الاتحاد الأوروبي ومنطقة شنغن.
- العدد المعتبر من الحاصلين على جوائز نوبل ومخترعين آخرين ممن درسوا في المجر.
- إجراءات القبول أسهل مقارنة بدول أخرى، بما في ذلك عدد أقل من الوثائق المطلوبة.
- تقدم المجر عددا متنوعا من المنح الدراسية للأجانب.
- تكاليف السكن الجامعي في المجر أقل من أغلب دول أوروبا الغربية واسكندنافيا.[10]
- العديد من البرامج الدراسية تقدم باللغة الإنجليزية أو الألمانية.
- السفارات المجرية تصدر تأشيرات للطلبة الأجانب بشكل أسهل مقارنة بباقي دول الاتحاد الأوروبي ومنطقة شنغن.
- تصدر المجر رخص إقامة للطلبة الأجانب والتي تسمح لهم بالسفر داخل منطقة شنغن دون الحاجة إلى تأشيرات إضافية.
- العديد من الرحلات الجوية للمدن المجرية قليلة التكلفة مقارنة بوجهات أخرى.
- هناك العديد من فرص العمل داخل الاتحاد الأوروبي خلال سنوات التمدرس أو بعد التخرج.[11]

## روابط خارجية
- موقع وزارة التربية المجرية.